# الکساندر یکم صربستان
الکساندر یکم یا الکساندر اوبرینوویچ (۱۴ اوت ۱۸۷۶ – ۱۱ ژوئن ۱۹۰۳) شاه صربستان از ۱۸۸۹ تا ۱۹۰۳ میلادی بود. او و همسرش، ملکه دراگا، در ۱۱ ژوئن ۱۹۰۳ توسط گروهی از افسران ارتش به فرماندهی دراگوتین دیمتیریویچ با همکاری گروه دست سیاه (که بعدها آرشیدوک فرانتس فردیناند ولیعهد اتریش-مجارستان را ترور کردند) به قتل رسید.

## زندگی
شاه میلان یکم، پدر الکساندر، در ۱۸۸۹ به‌طور ناگهانی قدرت را به پسرش واگذارد و خود از صربستان رفت؛ اگرچه، ۵ سال بعد به دعوت الکساندر، دوباره به کشور بازگشت.
او در تابستان ۱۹۰۰ میلادی، اعلام کرد که قصد دارد با دراگا ماسین، که زنی بیوه و بدون مقام اشرافی بود، ازدواج کند. این خبر باعث واکنش شدید دولتمردان صربستان، خصوصاً پدر الکساندر گردید ولی مراسم ازدواج با وجود تمام مخالفت‌ها برگزار شد.

## ترور
در ۱۱ ژوئن ۱۹۰۳، گروهی از افسران ارتش که همانند بسیاری از مردم صربستان مخالف سیاست‌های استبدادی شاه الکساندر بودند، به کاخ شاهی نفوذ کردند. آنان زوج سلطنتی را یافتند و به قتل رساندند. شاه الکساندر و ملکه دراگا هدف اصابت گلوله قرار گرفتند. شکم آنان را دریدند و بنا به گفته شاهدان، از پنجره طبقه دوم کاخ به محل کودهای کشاورزی انداختند. شاه الکساندر در هنگام ترور تنها ۲۶ سال داشت. شاه و ملکه، هردو، در کلیسای سنت مارک بلگراد به خاک سپرده شدند.